# Roetheens (modern)

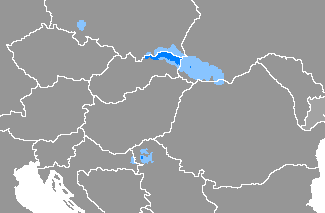
Verspreiding van het Roetheens
Dominante taal
Minderheidstaal

Roetheens of Rusinisch (русинськый язык, rusyns'kŷi iazŷk) is een Oost-Slavische taal gesproken door de Karpato-Roethenen. Meningen verschillen onder linguïsten over of het Roetheens een aparte taal is of een dialect van het Oekraïens. Het Roetheens is een officiële taal in Vojvodina, Servië. In 2007 is de taal in Slowakije erkend als minderheidstaal in gemeenten waar meer dan 20% van de bevolking Roetheens spreekt.
Roetheens wordt gesproken in de Oekraïense regio Transkarpatië, het noordoosten van Slowakije, het zuidoosten van Polen (waar het ook wel łemkowski genoemd wordt, van het woord lem/лєм wat "enkel", "slechts", "maar" betekent) en Hongarije. Soms wordt Pannonisch tot het Roetheens gerekend, maar sommige taalkundigen beschouwen het Pannonisch als een West-Slavische taal. In Oekraïne wordt Roetheens meestal als een dialect van het Oekraïens beschouwd, omdat het zo dicht bij het dialect van de Hoetsoelen ligt, die een dialect van het Oekraïens spreken.
Pogingen om een Roetheense standaardtaal te ontwikkelen, worden bemoeilijkt doordat de taal verdeeld is over vier landen. In elk van deze landen bestaat een andere spelling en grammatica, gebaseerd op verschillende Roetheense dialecten. De culturele centra van het Karpaten-Roetheens zijn Prešov in Slowakije, Oezjhorod en Moekatsjeve in Oekraïne, Krynica Zdrój en Legnica in Polen en Boedapest in Hongarije.
Het is erg moeilijk om een goede schatting van het aantal sprekers te geven. Sommige schattingen komen uit op bijna één miljoen.